# 阿尔明 (利珀)
阿尔明·利奥波德·恩斯特·布鲁诺·海因里希·威拉·奥古斯特（英語：Armin Leopold Ernst Bruno Heinrich Willa August，1924年8月18日—2015年8月20日），利珀亲王世子，是利奧波德四世与第二任妻子伊森堡-比丁根的安娜唯一的儿子。

## 生平
1949年12月30日父亲去世后即位为利珀王室家族族长。1953年3月22日，他宣布放弃继承权，让位给同父异母的哥哥利奥波德王子。因为这次让位，在家族内部出现了争议，几位王子开始法律诉讼。利奥波德亲王后来在1958年放弃了王位，让给长兄恩斯特王子。此后一年恩斯特王子成为利珀王室家族族长。一直维持到西蒙·卡西米尔王子（1900年－1980年）。
虽然同意的时候，利珀王子尤利乌斯·恩斯特与夫人梅克伦堡的玛丽的儿子利珀的恩斯特·奥古斯特王子后来改变让所有利珀王子都在继承序列中。最后，他担任首领。恩斯特·奥古斯特王子于1990年去世，他的儿子弗里德里希·威廉王子（1947年－）继续争夺。阿尔明亲王于1953年发表声明，称他本人及其后代对利珀的继承权的合法性。
1937年，阿尔明亲王参加了堂兄利珀-比斯特菲尔德的贝恩哈德亲王与荷兰女王朱丽安娜一世的婚礼。也因此，阿尔明亲王是荷兰前女王贝娅特丽克丝一世的堂叔。

## 婚姻与子女
1953年3月27日，阿尔明亲王在德国哥廷根与古斯塔夫贝克尔和夏洛特迈耶的女儿特劳特·贝克尔结婚，婚后有一子：
- 长子：斯特凡·利奥波德·尤斯图斯·理夏尔德 （Stephan Leopold Justus Richard，1959年5月24日－）。